# Duvall (Washington)
Duvall is een plaats (city) in de Amerikaanse staat Washington, en valt bestuurlijk gezien onder King County.

## Demografie
Bij de volkstelling in 2000 werd het aantal inwoners vastgesteld op 4616.
In 2006 is het aantal inwoners door het United States Census Bureau geschat op 5868, een stijging van 1252 (27,1%).

## Geografie
Volgens het United States Census Bureau beslaat de plaats een oppervlakte van
5,9 km², geheel bestaande uit land.

## Plaatsen in de nabije omgeving
De onderstaande figuur toont nabijgelegen plaatsen in een straal van 12 km rond Duvall.